# پیترشم (ماساچوست)
پیترشم، ماساچوست
پیترشم (به انگلیسی: Petersham) شهرکی در شهرستان ورچستر ایالت ماساچوست می‌باشد که در سال ۱۷۵۴ بنیان‌گذاری شده‌است. این شهرک در سرشماری سال ۲۰۱۰ میلادی، ۱٬۲۳۴ نفر جمعیت داشته‌است.